# Isostyla ithomeina
Isostyla ithomeina är en fjärilsart som beskrevs av Butler 1872. Isostyla ithomeina ingår i släktet Isostyla och familjen tandspinnare. Inga underarter finns listade i Catalogue of Life.